# Loi de Markov-Pólya
Ne doit pas être confondu avec Loi binomiale négative.
En mathématiques et plus particulièrement en théorie des probabilités, la loi de Markov-Pólya (ou loi de Pólya-Eggenberger ou loi de Pólya) est une loi de probabilité discrète. Elle doit son nom au mathématicien George Pólya (ainsi qu'aux mathématiciens F Eggenberger et Andreï Markov) qui a publié un article, conjointement avec Eggenberger, en 1923 sur cette loi ainsi que sur le problème d'urne sous-jacent. Cependant Markov serait le premier à avoir étudié cette loi en 1917.

## Définition
Considérons une urne contenant a boules blanches et b boules noires (pour un total de m = a + b boules). Nous répétons l'expérience suivante n fois : on pioche uniformément au hasard une boule dans l'urne, puis, on replace la boule piochée ainsi que h autres boules de la même couleur dans l'urne. La loi de Markov-Pólya de paramètres a, b, h et n est alors la loi de la variable aléatoire X qui compte le nombre total de boules blanches piochées au bout de ces n tirages.
La fonction de masse de la variable X peut se calculer et on a,
{\displaystyle \mathbb {P} (X=k)={\binom {n}{k}}{\frac {a(a+h)\dots (a+(k-1)h)b(b+h)\dots (b+(n-k-1)h)}{m(m+h)\dots (m+(n-1)h)}}={\binom {n}{k}}{\frac {a^{(k,h)}b^{(n-k,h)}}{m^{(n,h)}}}~~~\forall k=0,1,\dots ,n}
où on a utilisé la notation suivante {\displaystyle x^{(r,i)}:=x(x+i)(x+2i)\dots (x+(r-1)i)}.
Les paramètres a, b et n sont des entiers naturels tandis que h est un entier relatif, il peut donc être négatif. Lorsque h est négatif on rajoute la condition {\displaystyle -h(n-1)\leq \min(a,b)} pour éviter tout problème de définition.

## Propriétés
Soit X une variable aléatoire ayant la loi de Markov-Pólya de paramètres a, b, h et n.
- Si h = 0, alors X suit une loi binomiale de paramètres n et p = a/m.
- Si h = −1, alors X suit une loi hypergéométrique de paramètres n, p = a/m et N = m.
- Si h = 1, alors X suit une loi bêta-binomiale de paramètres 𝛼 = a, 𝛽 = b et n.
- Lorsque h ≠ 0 on peut réécrire la fonction de masse de X des manières suivantes : {\displaystyle \mathbb {P} (X=k)={\binom {n}{k}}{\frac {(a/h)^{(k)}(b/h)^{(n-k)}}{(m/h)^{(n)}}}={\frac {{\binom {-a/h}{k}}{\binom {-b/h}{n-k}}}{\binom {-m/h}{n}}}~~~\forall k=0,1,\dots ,n}

où {\displaystyle x^{(r)}} désigne la factorielle croissante et {\displaystyle {\binom {z}{x}}} désigne un coefficient binomial généralisé.
- L'espérance de X est donnée par {\displaystyle \mathbb {E} [X]={\frac {na}{m}}}.

Il est intéressant de noter que l'espérance ne dépend pas du paramètre h.
- La variance de X est donnée par {\displaystyle V[X]={\frac {n(n-1)a(a+h)}{m(m+h)}}+{\frac {na}{m}}-\left({\frac {na}{m}}\right)^{2}}.
- Plus généralement, si  h ≠ 0 alors le r-ième moment factoriel de X est donnée par[7] {\displaystyle \mathbb {E} {\bigl [}(X)_{r}{\bigr ]}={\frac {(n)_{r}(-a/h)_{r}}{(-m/h)_{r}}}={\frac {(n)_{r}(a/h)^{(r)}}{(m/h)^{(r)}}}}

où {\displaystyle (x)_{r}} désigne la factorielle décroissante.
- La fonction génératrice des probabilités de X vérifie[7] {\displaystyle G_{X}(t)={\frac {_{2}F_{1}(-n,\,a/h\,;\,1-b/h-n\,;\,t)}{_{2}F_{1}(-n,\,a/h\,;\,1-b/h-n\,;\,1)}}}

où {\displaystyle _{2}F_{1}} désigne la fonction hypergéométrique.

## Limites
- Soit Xn une variable aléatoire ayant la loi de Markov-Pólya de paramètres a, b, h > 0 (fixés) et n. On a la convergence en loi suivante[10] : {\displaystyle {\frac {X_{n}}{hn+m}}~{\xrightarrow[{n\rightarrow \infty }]{\mathcal {L}}}~\mathrm {B} \left({\frac {a}{h}},{\frac {b}{h}}\right)}

où B désigne la loi bêta. En fait la convergence a lieu pour la distance de Wasserstein à tous les ordres {\displaystyle p\in [1,+\infty ]} avec pour vitesse de convergence 1/n. Cela implique en particulier la convergence de tous les moments vers ceux de la loi bêta.
- Soit Xn une variable aléatoire ayant la loi de Markov-Pólya de paramètres a, b, h > 0 (dépendant de n) et n. Supposons que {\displaystyle nh\rightarrow \theta } et que {\displaystyle {\frac {na}{m}}\rightarrow r\theta } quand n tend vers l'infini. Alors Xn converge en loi[11] vers une loi binomiale négative[12] de paramètres r et p = 1/(1+𝜃).
- D'autres limites sont possibles (par exemple vers une loi gaussienne lorsque h = 0) en changeant la manière dont évoluent les paramètres en fonction de n[13].

## Généralisation
On peut généraliser la loi de Markov-Pólya en considérant non plus 2 mais q > 2 couleurs de boules différentes dans l'urne avec a1 boules blanches, a2 boules noires, a3 boules rouges, etc. Dans ce cas si X représente le vecteur du nombre de boules tirées par couleur après n tirages alors on a:
{\displaystyle \mathbb {P} ({\textbf {X}}=(k_{1},\dots ,k_{q}))={\binom {n}{k_{1}\dots k_{q}}}{\frac {a_{1}^{(k_{1},h)}\dots a_{q}^{(k_{q},h)}}{m^{(n,h)}}}~~~\forall k_{i}=0,1,\dots ,n}.
Il est toujours possible de calculer la fonction génératrice multivariée de X en utilisant les fonctions hypergéométriques. 
Pour a1, ... , aq, h > 0 (fixés) et n qui tend vers l'infini, on a convergence en loi du vecteur {\displaystyle {\frac {{\textbf {X}}_{n}}{hn+m}}} vers une loi de Dirichlet de paramètres a1/h, ... , aq/h.